# Ptose
Ptose é um termo médico para referir a queda da pálpebra superior. Pode ser uni ou bilateral. Suas causas incluem a miastenia grave, lesão do nervo oculomotor e lesão da inervação simpática (síndrome de Horner). A ptose também pode ser congênita.
Blefaroptose ou ptose é a condição em que a borda palpebral superior está situada abaixo de sua posição normal de 2 mm, cobrindo o limbo superior em posição primária do olhar. Pode apresentar-se como uma simples alteração estética quanto um problema funcional severo, nos casos em que cobre o eixo visual.
O paciente, de forma inconsciente, tenta compensá-la por meio de contração da musculatura frontal ou adotando posição de cabeça, através da elevação do queixo. 
É importante determinar a época de aparecimento da ptose (congênita ou adquirida), sendo que a análise de fotografias antigas é muito útil para afastar dúvidas em relação à informação do paciente. 
Deve-se avaliar também o tipo de evolução da ptose, já que a variação da intensidade relacionada à fadiga muscular é muito sugestiva de miastenia gravis; os sinais e sintomas associados, já que a história de anidrose facial com miose ipsilateral confirma a ptose neurogênica característica da síndrome de Horner; os fatores predisponentes, como o uso de lentes de contato, realização de cirurgia oftalmológica ou trauma ocular; determinação de tratamentos prévios e história familiar.
O tratamento da ptose palpebral é cirúrgico, sendo a indicação funcional ou estética. É uma cirurgia eletiva, portanto deve ser planejada, os riscos e benefícios avaliados criteriosamente. A escolha da técnica e o resultado final são influenciados pelo tipo de ptose, pelo tipo de cirurgia e pela técnica do cirurgião.